# Кожин, Михаил Николаевич
Михаил Николаевич Кожин — советский хозяйственный, государственный и политический деятель, Герой Социалистического Труда.

## Биография
Родился в 1918 году в селе Ново-Логиново. Член КПСС с 1943 года.
С 1937 года — на хозяйственной, общественной и политической работе. В 1937—1979 гг. — фрезеровщик на паровозо-вагоноремонтном заводе в Омске, красноармеец, командир отделения разведки и временно исполняющий должность командира взвода управления зенитной батареи 35-го отдельного батальона в 1-й Краснознамённой армии, командир взвода управления зенитной батареи 235-го отдельного мотострелкового батальона, командир огневого взвода 116-го отдельного зенитного артиллерийского дивизиона, участник советско-японской войны, командир огневого взвода, заместитель командира зенитной батареи 1919-го зенитного артиллерийского полка 91-й отдельной зенитной артиллерийской дивизии 7-го ВМФ, заместитель командира зенитной артиллерийской батареи по политической части, фрезеровщик, заточник, наладчик агрегатов и станков с программным управлением Юргинского машиностроительного завода Министерства общего машиностроения СССР.
Указом Президиума Верховного Совета СССР от 12 августа 1976 года присвоено звание Героя Социалистического Труда с вручением ордена Ленина и золотой медали «Серп и Молот».
Умер в Юрге в 2003 году.